# James White Award
Der James White Award ist ein britischer Literaturpreis, der seit 2001 für Kurzgeschichten aus dem Bereich der Science-Fiction verliehen wird. Der Preis ehrt das Andenken des 1999 verstorbenen Science-Fiction Autors James White.
Der Preis wendet sich an neue Autoren, daher sind professionelle Autoren von der Teilnahme ausgeschlossen, das heißt solche, die  drei Kurzgeschichten oder einen Roman in einem professionellen Medium (Zeitschrift bzw. Verlag) veröffentlicht haben. Es werden nur unveröffentlichte Texte akzeptiert. Die Preisträger werden in einem offenen Wettbewerb von einer Jury ermittelt. Der Wettbewerb wurde 2001 erstmals abgehalten.
Der Preis war 2018 mit £200 dotiert, zudem wird die ausgezeichnete Geschichte in dem Magazin Interzone veröffentlicht, das auch Sponsor des Wettbewerbs ist. Organisiert wurde der Wettbewerb ursprünglich von seinem Initiator James Bacon und inzwischen von der British Science Fiction Association.

## Preisträger
- 2020: kein Wettbewerb – wegen technischer Probleme mit der Webseite und wegen Corona[1]
- 2019: David Maskill: Limitations
- 2018: Dustin Blair Steinacker: Two Worlds Apart
- 2017: Stewart Horn: The Morrigan
- 2016: David Cleden: Rock, Paper, Incisors
- 2015: Mack Leonard: Midnight Funk Association
- 2014: DJ Cockburn: Beside The Dammed River
- 2012/2013: Shannon Fay: You First Meet the Devil at a Church Fete (Wechsel vom Jahr des Wettbewerbs zum Jahr der Verleihung)
- 2011: Colum Paget: Invocation of the Lurker
- 2010: James Bloomer: Flock, Shoal, Herd
- 2009: kein Wettbewerb
- 2008: kein Wettbewerb
- 2007: keine Verleihung
- 2006: Jennifer Harwood-Smith: The Faces of My Friends
- 2005: Elizebeth Hopkinson: A Short History of the Dream Library
- 2004: Deirdre Ruane: Lost Things Saved in Boxes
- 2003: Julian West: Vita Brevis Ars Longa
- 2002: David D. Levine: Nucleon
- 2001: Mark Dunn: Think Tank